# الدعارة في قرغيزستان

صورة توضح المناطق التي تسمح بالدعارة بشكل قانوني في قارة آسيا

أصبحت الدعارة قانونية في قيرغيزستان منذ عام 1998، ولكن تشغيل بيوت الدعارة والقوادة وتجنيد الأشخاص في الدعارة غير قانوني، مع عقوبات تصل إلى خمس سنوات ويقدر أن هناك 7100 عاملاً في الجنس في البلاد. تمارس الدعارة في الشوارع والحانات والفنادق وبيوت الدعارة.
تم إلقاء اللوم على الدعارة في ارتفاع معدلات الإصابة بمرض الإيدز. انتشار فيروس نقص المناعة البشرية بين المشتغلين بالجنس هو 2٪. الاتجار بالجنس مشكلة في البلاد.